# Pentelei Molnár János
Pentelei Molnár János (Dunapentele, 1878. május 8. – Gyula, 1924. november 10.) magyar festő.

## Élete és munkássága
A nemesi származású pentelei Molnár család sarja. Édesapja pentelei Molnár István, édesanyja Fazekas Julianna volt. Pályafutását mint hivatalnok kezdte. Münchenben Hollósy Simonnál, majd Párizsban és Budapesten tanult festeni. Bibliai tárgyú kompozíciókat festett a Benczúr-iskola stílusában, Pieta, Keresztlevétel stb., majd a tájképek és életképek festése mellett főleg a naturalisztikus csendéletfestést művelte, amellyel nagy sikereket aratott.
1907-ben a Könyves Kálmán Szalonban, 1920-ban az Ernst Múzeumban rendezett kollektív kiállításokon vett részt. Munkásságát több hazai és külföldi kitüntetéssel jutalmazták, 1907-ben a téli tárlat Nemes-ösztöndíjának nyertese lett. A Benczúr Társaság elnöke volt. Művei megtalálhatóak a Magyar Nemzeti Galériában. 1962-ben szülővárosában volt kiállítása, szülővárosában a volt Dunapentelén, mai nevén Dunaújvárosban azóta is, többször is.
Felesége, az orosházi születésű alsó- és felsőeőri Kunos Adalberta (1876–1948) úrnő volt.
1924. május 10-én hunyt el Gyulán.

## Ismertebb festményei
- Vadászcsendélet (1904)
- Ősszel (1906)
- Pieta (1906)
- Kaszálón (1907)
- Alkonyati csend (1907)
- Bárányfertály (1907–08)
- Kertben (1908)
- Finis (1908)
- Keresztlevétel (1909)
- Harminc ezüst pénz (1909–10)
- Ego eimi (1910–11)
- Krizamténos csendélet (1910-es évek)
- Üveges csendélet (1912)
- Hóolvadás (év nélkül?)
- Piac a Garay téren (év nélkül?)
- Orosházi út (év nélkül?)

## Galéria

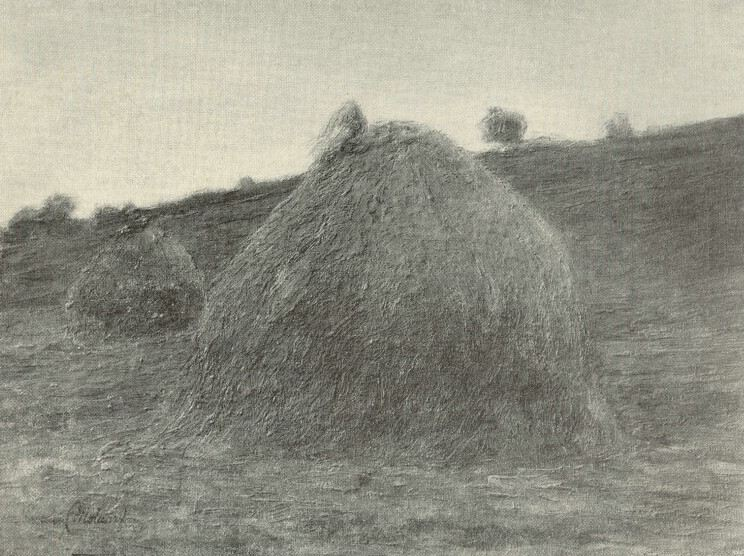
Alkonyati csend (1907)
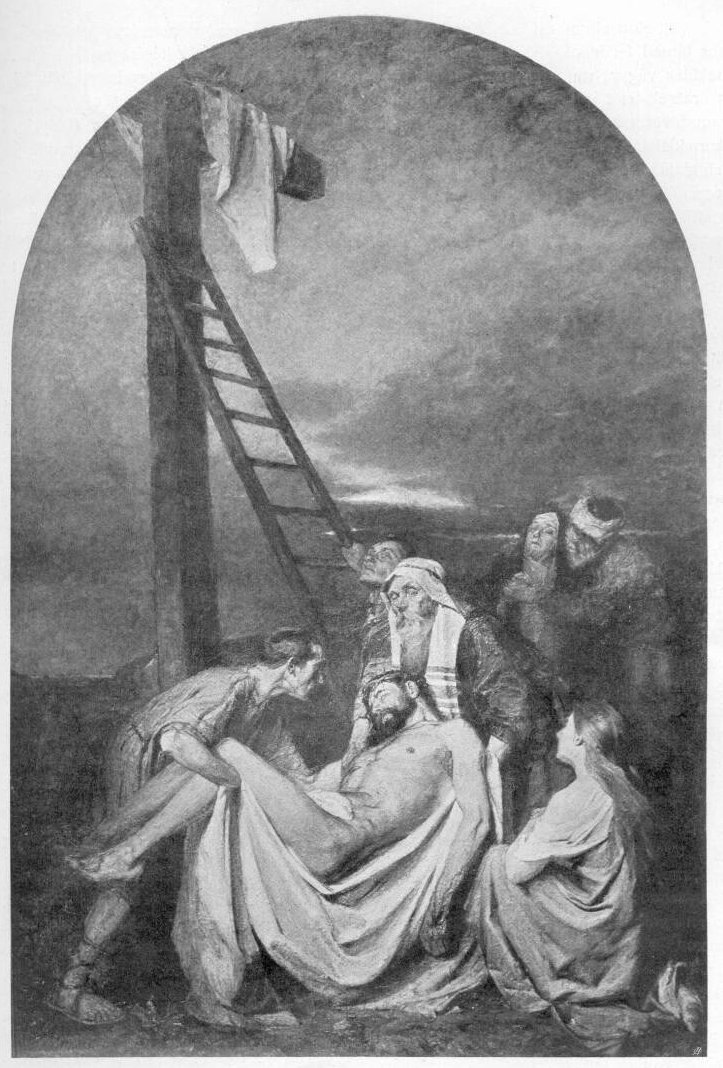
Keresztlevétel (1909)
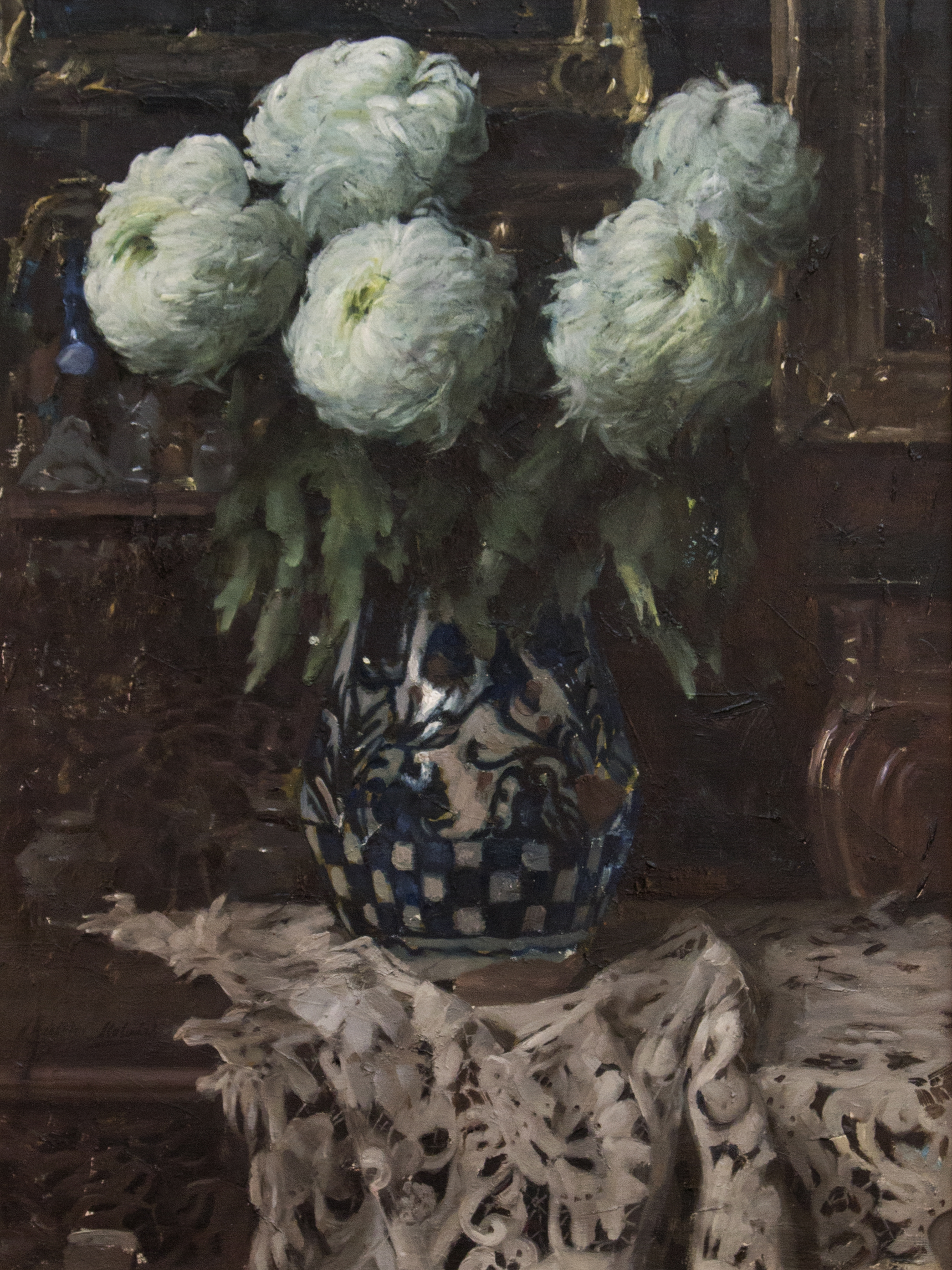
Krizantémos csendélet (1910-es évek)
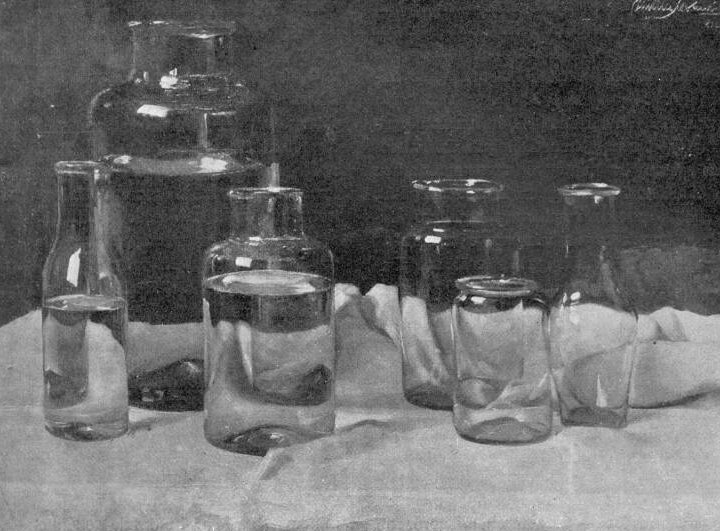
Üveges csendélet (1912)

## Társasági tagság
Benczúr Társaság

## Külső hivatkozások
- Kiállítás műveiből szülővárosában, a mai Dunaújvárosban
- Kiállítás műveiből